# 胡永康
胡永康（1940年2月5日—），男，云南曲靖人，中国石油炼制专家，中国石化集团公司抚顺石油化工研究院高级工程师。主要从事石油炼制加氢裂化催化剂和加氢技术的研究开发工作。

## 生平
1961年取得云南大学学士学位。1997年当选中国工程院院士。